# DIZLIKE
DIZLIKE（別名：迪斯愛，日文：ディズライク）是一個來自臺灣台北的全女子搖滾樂團，成立於2018年6月，現任團員為曼達、洛洛、坊坊、咪卡。受到日本女子搖滾樂團SCANDAL的啟蒙，音樂風格早期為日系搖滾，後期融入美式搖滾、迷幻、雷鬼等新元素。她們稱呼粉絲為「Dizzy」。

## 團名由來
「DIZLIKE」源自於「dislike」，她們突發奇想的將「S」改成「Z」創造了一個獨特且充滿個性的新名詞。
「別人dislike又怎樣，管你喜不喜歡，只有我可以不喜歡！」有點甜又有點壞，以直白俐落的旋律、不妥協的態度，享受自己的不落俗套並忠於「自己的喜歡」是她們想呈現的態度。
「女生玩樂團可以很夢幻，也可以很帥氣！」重新定義了女生玩樂團的模樣，希望能打破世俗的刻板印象，讓全世界聽見台灣女子樂團的音樂能量。
2023年8月「洛洛」加入之後，團名由「dizLike」正式改為「DIZLIKE」。

## 樂團歷程

### 2018年
樂團於6月正式成立，初代團員由團長兼吉他手「曼達」、主唱「小丹」、貝斯手「小西」、鼓手「咪卡」所組成。6月參加「スキャンダル來たら」2018 SCANDAL【HONEY】粉絲前夜祭，也是成團後的首場演出。

### 2019年
4月發布出道作品「眷戀」單曲與MV並上架街聲音樂串流平台，台灣雷亞遊戲公司邀請合作，於隔年10月將該單曲收錄於該公司旗下音樂手機遊戲「Cytus II」。4月首次登上「浮現祭」並與強辯樂團主唱黃少谷同台演出。7月「喊聲搖滾」首次於台中Legacy演出。8月參加「囪擊音樂祭原創樂團選拔大賽」獲得「評審團特別獎」。 9月「馴光祭」演出，因為受到颱風天氣影響活動取消。9月「笑傲搖滾音樂祭」演出。9月發布單曲「壞脾氣」手繪MV。12月發布單曲「你說你」MV。

### 2020年
2月「桃園燈會」演出。2月發行首張EP「眼淚養成計劃」並舉辦專場演出。3月首次登上由街聲主辦的「大團誕生」也是首次於台北Legacy演出。 4月受邀軟體廠商「Microsoft微軟 Office 365系列」廣告拍攝。6月貝斯手「小西」因個人生涯規劃退團。8月貝斯手「坊坊」加入樂團。11月參加高雄流行音樂中心「高流系樂團大賽：樂團興奮波」入圍前五強。

### 2021年
2月「浮現祭」演出。9月受邀代表台灣唯一女子樂團參加日本與韓國音樂活動廠牌「avex」與「Sweet Jane」合作的跨國線上女聲音樂祭「Ambitious GiRLS Rock Vol.3」演出。12月「洄游祭」演出。12月參加「桃園鐵玫瑰熱音賞社會組」決賽中獲得第三名「玫瑰優等獎」。 12月「桃園鐵玫瑰音樂節」演出。12月「般若電司音樂祭」演出。

### 2022年
2月「浮現祭」演出。4月「桃園鐵玫瑰熱音賞」主辦邀請得獎樂團合作，將錄音室單曲「還我18歲」收錄於「2021 桃園鐵玫瑰熱音賞 得獎合輯」，並由Sony Music索尼音樂全球數位發行。 6月與社團法人台灣流浪貓關懷協會共同發起公益活動，並發行以貓咪為主題的限量特別版專屬T桖。7月「嘉義縣社區藝術季」演出。7月主唱「小丹」因個人生涯規劃退團。8月主唱「洛洛」加入樂團。12月聖誕節「台北樂器大展」演出嘉賓。12月「般若電司音樂祭」曼達受邀擔任P!SCO演出嘉賓。

### 2023年
2月舉辦首張專輯「本能馴化社」講唱會。2月發布本能馴化社專輯中歌曲「Stand Up! Stand Up!」MV，專輯製作人Matt也參與拍攝。4月首次登上「台灣祭」演出。4月正式發行首張專輯「本能馴化社」，由臺灣重金屬樂團「血肉果汁機」吉他手Matt擔任專輯製作人。 5月「彰化半線鮭魚祭」演出。6月於各大電台節目專訪及宣傳本能馴化社。7月「德明祭」演出。7月舉辦「本能馴化社巡迴演唱會」。7月「City Flow Music Festival」演出。7月發布本能馴化社專輯中歌曲「羅伊與賽隆」動畫MV，由鼓手咪卡製作。8月「嘉義靠山發浪音樂祭」演出。9月「新竹秋遊星夜季」演出。10月「綜藝大熱門：第一屆熱門盃民間歌神大賽」在Youtube頻道播出。10月舉辦「DIZLIKE JAPAN TOUR 本能馴化社巡迴演唱會」並首次到日本演出。11月「We Are Sneaker Ages 高校校際盃樂團大賽」決賽演出嘉賓。 12月「Pass The Vibe 跨年派對」與陳芳語、王若琳、血肉果汁機、烈鷹、馮羿、撞克茫客等音樂人共同演出。

### 2024年
1月「烈鷹演唱會」演出嘉賓，並首次於西門紅樓河岸留言演出。2月發布本能馴化社專輯中歌曲「快要瘋掉」MV。2月創立「壞壞惹人愛」Podcast。3月第一次舉辦專場「DIZLIKE ASIA TOUR 2024《DIZLIKE LAND》巡迴演唱會」首場在台北The Wall演出，接著第二次到日本巡迴演出，受邀於日本高校生「Planet's Music Festival」擔任演出嘉賓，最終場在高雄百樂門酒館，也是首次於高雄正式演出。4月參加東森電視與公視製作的樂團選秀節目「一起聽團吧」海選入圍32強。 4月受邀高雄市立美術館園區「OPEN CAMP 全都露」演出，因為天氣不佳考量活動取消。5月受邀第二次站上「大團誕生」舞台演出。6月「無限 MAX 紋身音樂節」演出。7月「Sound Of The Park 公園裡的新聲音」演出。7月「Vincent Memory 音樂節」首次到苗栗演出。7月TaiwanPlus專訪「Meet Your New Favorite Band… DIZLIKE!」。 8月「蘇澳海洋嘉年華」首次到宜蘭演出。8月「金牌創世代原創音樂徵選複賽」入圍10強晉級決賽。 8月「麗寶賽道搖滾嘉年華」演出。8月「叭叭嘉年華」演出。8月「一起聽團吧」樂團競賽榮獲10強。 9月「濱海祭」演出。9月「Jam Jam Asia 音樂節」演出。9月「桃園地景藝術節」演出。 9月「一起聽團吧總決賽人氣榜」榮獲「最佳吉他：曼達」、「最佳貝斯：坊坊」、「最佳鼓手：咪卡」。10月「嘉義諸羅搖滾音樂祭」演出。11月「金牌創世代原創音樂徵選決賽」榮獲「最佳主題曲創作獎」及「台灣啤酒百萬代言」。 11月發布與八青哥合作單曲「月光族仙子」MV。11月「八青哥《我可以輸》小巡迴」洛洛、曼達受邀擔任演出嘉賓。11月「漂遊者森林音樂祭」演出。11月「金牌創世代拼盤」演出。12月「工口紳士《FLOW LIKE WATER》專場」演出嘉賓。12月東海大學「五系聯合耶誕晚會」演出嘉賓。

### 2025年
3月「十年有成」演出。3月「大港開唱」演出，首次登上大港舞台。 4月「台灣祭」演出。4月「破風祭」演出。4月「震樂堂《眾神出巡》專輯巡迴」演出嘉賓。4月「𝟮𝟬𝟮𝟱 𝘾𝙃𝙊𝙎𝙀𝙉 特別篇：樂團得來速」演出。5月「世壯運博覽會」演出。5月「赤聲躁動」演出。5月「愛嶼搖滾」首次在基隆演出。7月「高雄啤酒音樂節」受邀台啤擔任演出嘉賓，因為受到颱風天氣影響活動取消。7月「體熊專科《ART - mini tour 2025》」曼達受邀擔任演出嘉賓。7月「B'us！次元閃爆祭」演出。8月「蘇澳海洋嘉年華」演出嘉賓。8月發布新單曲「LIKE A LOSER」。8月「台北樂器大展」演出嘉賓。10月「白日夢廚房《到最遙遠的地方》巡迴台北專場」演出嘉賓。

## 歷任成員

### 現任成員

#### 曼達 (Amanda)
本名許鈺淳。團長兼吉他手。台灣前衛金屬樂團「Zangief 桑吉爾夫」吉他手。樂器品牌Fender台灣區代言人。 在高中時受到80搖滾、重金屬的影響而開始接觸搖滾樂，後來與朋友組了金屬團，征戰了許多國內外音樂祭，舞台經驗豐富，也因狂野的演出態度備受注目。
| 時期       | 經歷                                                           |
| 2012年     | 加入Zangief 桑吉爾夫                                           |
| 2018年3月  | 張棟樑單曲「最好的快要發生」演員                               |
| 2018年6月  | 創立DIZLIKE                                                    |
| 2019年6月  | 孫燕姿「第30屆金曲獎」吉他手                                   |
| 2019年8月  | Zangief 桑吉爾夫參加第十九屆「貢寮國際海洋音樂祭」成功晉級決賽 |
| 2019年12月 | 丘與樂單曲「蹛佇臺北」演員                                     |
| 2020年7月  | TVBS電視劇「女力報到—最佳拍檔」演員(吉他老師)                  |
| 2020年12月 | 蕭敬騰「台北跨年演唱會」吉他手                                 |
| 2021年1月  | 世新大學廣電系微電影「City Of Broken Dreams 碎夢之城」演員     |
| 2021年3月  | 盧廣仲福特汽車廣告主題曲「Life Box」演員                       |
| 2022年10月 | 蔡詩芸「SPACEPORT 太空港音樂藝術嘉年華」吉他手                 |
| 2023年7月  | 蔡詩芸「高雄啤酒音樂節」吉他手                                 |
| 2023年10月 | 王心凌單曲「對賭」演員                                         |
| 2023年12月 | 李拾壹「香港國際大型音樂藝術節Clockenflap」吉他手              |
| 2024年8月  | 受邀舉辦首次個人電吉他講座《阿曼達的搖滾冒險》                 |
| 2024年9月  | 一起聽團吧總決賽人氣榜榮獲「最佳吉他」                         |
| 2024年10月 | SKARAOKE單曲「This is the way」演員                            |
| 2024年10月 | 擊沉女孩單曲「Something New」客串嘉賓                          |
| 2025年7月  | 體熊專科「ART - mini tour 2025」演出嘉賓                       |

#### 洛洛 (Lois)
本名陳洛。主唱。創作女歌手，出生於洛杉磯，所以取名洛，從小學習古典鋼琴、高中時期開始玩樂團及創作。
| 時期          | 經歷 |
| 2014年8月     | 參加歌唱選秀節目「我要當歌手」 |
| 2014年9月     | 發行首張EP「Sprout」並首次舉辦個人音樂會 |
| 2014年9月     | 受邀為同志大遊行活動「第四屆花蓮彩虹嘉年華」，撰寫主題曲「you wanna feel better i wanna live better」，並收錄在實體EP「異同有愛，花蓮無礙」          |
| 2017年7月     | 發行數位EP「晨光霧語」並舉辦音樂分享會 |
| 2018年5月     | 與17LIVE簽約成為17星聲代直播主 |
| 2019年3月     | 東森電視製作的電視劇「愛情白皮書」飾演劇中演員之一                                                                                                   |
| 2019年6月     | 與李芷婷合作翻唱王心凌的作品「大眠」，並與多位藝人、網紅共同發起「17勇敢說出來」反情緒勒索的響應活動                                                 |
| 2019年6月     | 發布個人創作單曲「破曉」MV |
| 2019年7月     | 舉辦個人「暢唱LIVE音樂會」 |
| 2020年5月     | 透過募資製作發行首張個人專輯「平行宇宙」 |
| 2020年6月     | 發布個人創作單曲「破曉」新版MV |
| 2020年10月    | 與陳昇合作合唱單曲「末日遺緒」 |
| 2020年12月    | 舉辦「活在地球Online 演唱會」 |
| 2021年4月     | 墾丁台灣祭演出 |
| 2022年5月     | 於新冠病毒疫情期間舉辦「活在地球Online：集體復原 Live Session 線上演唱會」                                                                           |
| 2022年8月17日 | 加入DIZLIKE |
| 2024年7月17日 | 發布單曲「Wow Wow Wow」與來自日本東京的復古80s合成器電子樂獨立音樂製作團隊NEON10合作，並製作成動畫MV，經過1個月的時間，於Youtube上觀看次數突破百萬。 |

#### 坊坊 (Fang)
本名吳思坊。貝斯手。台灣樂團「再見情人節」貝斯手。樂器品牌Fender台灣區代言人。 出生音樂世家，從小就耳濡目染在各類音樂風格當中，因此具有強大的演奏魅力的她除了貝斯外還會各項樂器，Youtube頻道影片更是被鄧福如、howhow、泱泱多次分享。
| 時期          | 經歷                                                |
| 2019年2月14日 | 加入再見情人節                                      |
| 2020年8月6日  | 加入DIZLIKE                                         |
| 2022年2月     | 163 Braces「LIVE.」貝斯手                           |
| 2022年10月    | 王謙 Goatak「SPACEPORT 太空港音樂藝術嘉年華」貝斯手 |
| 2022年11月    | 王謙 Goatak「BeLiving 專輯巡迴演唱會」貝斯手        |
| 2023年7月     | 王謙 Goatak「超犀利趴」貝斯手                       |
| 2023年12月    | 李拾壹「香港國際大型音樂藝術節Clockenflap」貝斯手   |
| 2024年9月     | 一起聽團吧總決賽人氣榜榮獲「最佳貝斯」              |
| 2025年5月     | 王謙 Goatak「From Memo to memories 演唱會」貝斯手   |

#### 咪卡 (Mika)
本名陳玟均。鼓手。曾擔任台灣前衛金屬樂團「無上彩」鼓手。爵士鼓品牌TAMA台灣區代言人。 曾任土耳其知名銅拔品牌「Diril cymbals」台灣區代言人。在鼓手界擁有超高人氣的Mika，是台灣少數擅長Progressive、Djent風格的女鼓手，2010習鼓後，開始鑽研不同類型節奏，能在各類曲風＆變拍中自在穿梭變換，嬌小溫柔的外表下，打起鼓來卻爆發力十足，每下Punch與男鼓手相比毫不遜色。
| 時期       | 經歷                                     |
| 2013年12月 | 加入無上彩                               |
| 2017年3月  | 受邀「7th 鼓手站出來」講座               |
| 2017年10月 | 受邀「9th 鼓手站出來」講座               |
| 2017年10月 | 於無上彩正式退團                         |
| 2018年6月  | 加入DIZLIKE                              |
| 2020年6月  | Trinitas 崔里特斯邀請擔任鼓手            |
| 2022年9月  | 台南Sing時代之歌原創音樂競賽榮獲「貳獎」 |
| 2024年9月  | 一起聽團吧總決賽人氣榜榮獲「最佳鼓手」   |

### 離開成員

#### 小丹 (丹丹)
主唱。2022年7月30日，因個人規劃退團。

#### 小西 (西西)
貝斯手。2020年6月8日，因個人規劃退團。

## 音樂作品

### 單曲
| 排序 | 年份 | 歌曲名稱          | 備註                                       |
| 1    | 2019 | 眷戀              |                                            |
| 2    | 2019 | D.I.Z.L.I.K.E     |                                            |
| 3    | 2019 | 壞脾氣            |                                            |
| 4    | 2019 | 你說你            |                                            |
| 5    | 2020 | 全都開成花了      |                                            |
| 6    | 2020 | 還我18歲          |                                            |
| 7    | 2021 | Kick You Out      |                                            |
| 8    | 2021 | 光火              |                                            |
| 9    | 2024 | DZ Monster No.001 |                                            |
| 10   | 2024 | 月光族仙子        | 一起聽團吧樂團合作賽，與八青哥共同創作單曲 |
| 11   | 2024 | 追星人            | 一起聽團吧致敬賽，創作單曲                 |
| 12   | 2025 | LIKE A LOSER      |                                            |

### EP
| 排序 | 年份 | EP名稱                                                          | 曲目                        |
| 1    | 2020 | Project TAT. 眼淚養成計劃 發行日期：2020年1月8日 語言類型：國語 | 1. 壞脾氣 2. 你說你 3. 眷戀 |

### 錄音室專輯
| 排序 | 年份 | 專輯名稱                                                                           | 曲目 |
| 1    | 2023 | Animal Lovers 本能馴化社 發行日期：2023年4月26日 發行公司：亞神音樂 語言類型：國語 | 1. Moon 2. 光火 3. 你欠貓嗎 4. 羅伊與賽隆 5. Stand Up！Stand Up！ 6. 快要瘋掉 7. 關上手機不充電 8. Kick You Out 9. 雛鳥 10. Sun |

## 演唱會/專場

### 《眼淚養成計劃》EP發佈專場
| 日期         | 城市 | 場地     | 備註                       |
| 2020年2月8日 | 台北 | Revolver | 共演樂團：MONO、荷爾蒙少年 |

### 《本能馴化社》講唱會

#### 終究是 Live 在 House 裡《Stage Series》DIZLIKE feat.Matt
| 日期          | 城市 | 場地           | 備註 |
| 2023年2月15日 | 台北 | 小地方展演空間 | 由 SHENG BO Music 生波計畫主辦 製作人Matt受邀擔任嘉賓 本能馴化社專輯製作心路歷程與分享 在Youtube頻道播出 |

### 《本能馴化社》巡迴演唱會
| 日期           | 城市 | 場地                  | 備註                             |
| 2023年7月14日  | 台北 | The Wall              | 共演樂團：Max'N、P!SCO           |
| 2023年7月16日  | 台中 | Legacy Taichung Chako | 共演樂團：Max'N                  |
| 2023年10月10日 | 日本 | 下北澤 CLUB251        | 共演樂團：                       |
| 2023年10月11日 | 日本 | 新宿 HEIST            | 共演樂團：Risky Melody           |
| 2023年10月13日 | 日本 | 橫濱 7thAVENUE        | 共演樂團：Risky Melody、エレエネ |

### DIZLIKE ASIA TOUR 2024《DIZLIKE LAND》巡迴演唱會
| 日期          | 城市 | 場地            | 備註                                        |
| 2024年3月9日  | 台北 | The Wall        | 共演樂團：Risky Melody、エレエネ            |
| 2024年3月20日 | 日本 | 神奈川 SHAREIDO | 共演樂團：Risky Melody、エレエネ            |
| 2024年3月21日 | 日本 | 下北澤 CLUB251  | 共演樂團：                                  |
| 2024年3月24日 | 日本 | 橫濱 7thAVENUE  | 日本高校生 Planet's Music Festival 演出嘉賓 |
| 2024年3月25日 | 日本 | 新宿 HEIST      | 共演樂團：エレエネ                          |
| 2024年4月21日 | 高雄 | 百樂門酒館      | 共演樂團：White Frequency 白頻率            |

## 音樂祭/大型活動
| 日期           | 活動名稱                                | 城市          | 場地                                | 備註                                                                                            |
| 2019年4月28日  | EMERGE FEST 浮現祭                      | 台中          | 台中洲際棒球場場外停車場            | 與強辯樂團主唱黃少谷同台演出                                                                    |
| 2019年7月26日  | 喊聲搖滾                                | 台中          | Legacy Taichung                     | 共演樂團：Empty ORio、BENN                                                                      |
| 2019年9月1日   | Chasing Light Festival 馴光祭           | 新竹          | 竹北世興空氣品質淨化區              | 因為受到颱風天氣影響活動取消                                                                    |
| 2019年9月8日   | Shout Out Festival 笑傲搖滾音樂祭       | 新竹          | 六福村主題遊樂園                    |                                                                                                 |
| 2020年2月4日   | 桃園燈會光之桃花源                      | 桃園          | 新勢公園                            | 演出嘉賓                                                                                        |
| 2020年3月5日   | The Next Big Thing 大團誕生：開發場     | 台北          | Legacy Taipei                       | 由街聲主辦 共演樂團：藍婷、王嘉儀                                                               |
| 2021年2月28日  | EMERGE FEST 浮現祭                      | 台中          | 清水高中                            |                                                                                                 |
| 2021年9月12日  | Ambitious GiRLS Rock Vol.3              | 台北 日本韓國 | Youtube Live                        | 日韓音樂活動廠牌avex與Sweet Jane合作的跨國線上女聲音樂祭。 受邀並代表台灣唯一女子樂團參加演出。 |
| 2021年12月11日 | Fish Migration Festival 洄游祭          | 台北          | Pipe Live Music                     |                                                                                                 |
| 2021年12月19日 | 桃園鐵玫瑰音樂節                        | 桃園          | 桃園陽光劇場                        |                                                                                                 |
| 2021年12月26日 | More Than Dance Festival 般若電司音樂祭 | 台北          | 三創Clapper Studio                  |                                                                                                 |
| 2022年2月12日  | EMERGE FEST 浮現祭                      | 台中          | 清水鰲峰山運動公園                  |                                                                                                 |
| 2022年7月31日  | 嘉義縣社區藝術季                        | 嘉義          | 新港公園                            | 演出嘉賓                                                                                        |
| 2022年12月25日 | 台北樂器大展                            | 台北          | 世貿一館                            | 演出嘉賓                                                                                        |
| 2022年12月25日 | More Than Dance Festival 般若電司音樂祭 | 台北          | 三創Clapper Studio                  | 團長曼達受邀P!SCO擔任演出嘉賓                                                                   |
| 2023年4月3日   | Taiwan Music Festival 台灣祭            | 屏東          | 墾丁大灣遊憩區                      |                                                                                                 |
| 2023年5月6日   | 半線鮭魚祭                              | 彰化          | 八卦山大佛風景區                    | 演出嘉賓                                                                                        |
| 2023年7月1日   | 德明祭                                  | 台北          | 凝聚力展演空間                      | 演出嘉賓                                                                                        |
| 2023年7月15日  | City Flow Music Festival                | 台北          | 台北流行音樂中心                    |                                                                                                 |
| 2023年8月19日  | Backing Waves 靠山發浪音樂祭            | 嘉義          | 太保市太子大道旁廣場                | 演出嘉賓 共演樂團：P!SCO                                                                        |
| 2023年9月10日  | 新竹秋遊星夜季                          | 新竹          | 竹北水圳森林公園                    | 演出嘉賓 共演嘉賓：琳誼、艾薇、麋先生                                                           |
| 2024年4月27日  | OPEN CAMP 全都露                        | 高雄          | 高雄市立美術館園區                  | 演出嘉賓 因為天氣不佳考量活動取消                                                               |
| 2024年5月18日  | The Next Big Thing 大團誕生             | 台中          | Legacy Taichung                     | 由街聲主辦 共演樂團：靈魂沙發、八青哥、鹿洐人                                                   |
| 2024年6月29日  | 無限 MAX 紋身音樂節                     | 台北          | 五股工商展覽中心                    | 演出嘉賓 共演樂團：存在証明、Infernal Chaos                                                     |
| 2024年7月13日  | Sound Of The Park 公園裡的新聲音        | 台中          | PARK2草悟廣場                       | 演出嘉賓 共演樂團：蕨鳴子                                                                       |
| 2024年7月20日  | Vincent Memory 音樂節                   | 苗栗          | 竹南龍鳳漁港                        | 演出嘉賓                                                                                        |
| 2024年8月3日   | 蘇澳海洋嘉年華                          | 宜蘭          | 南方澳豆腐岬風景區                  | 演出嘉賓 共演樂團：芒果醬、榕幫、帕崎拉                                                         |
| 2024年8月10日  | 麗寶賽道搖滾嘉年華                      | 台中          | 麗寶國際賽車場                      |                                                                                                 |
| 2024年8月24日  | Park Park Carnival 叭叭嘉年華           | 台北          | 花博公園                            |                                                                                                 |
| 2024年9月1日   | 濱海祭                                  | 台中          | MITSUI OUTLET PARK 台中港           |                                                                                                 |
| 2024年9月8日   | Jam Jam Asia 音樂節                     | 台北          | 台北流行音樂中心                    |                                                                                                 |
| 2024年9月29日  | 桃園地景藝術節                          | 桃園          | 桃園酒廠                            | 演出嘉賓                                                                                        |
| 2024年10月13日 | 嘉義諸羅搖滾音樂祭                      | 嘉義          | 嘉義文化創意產業園區                |                                                                                                 |
| 2024年11月23日 | Roving Nation Festival 漂遊者森林音樂祭 | 台中          | 麗寶樂園渡假區 東區落羽松草原       |                                                                                                 |
| 2024年12月24日 | 五系聯合耶誕晚會                        | 台中          | 東海大學建築系館                    | 演出嘉賓                                                                                        |
| 2025年3月30日  | Megaport Festival 大港開唱              | 高雄          | 駁二藝術特區                        |                                                                                                 |
| 2025年4月3日   | Taiwan Music Festival 台灣祭            | 屏東          | 墾丁大灣遊憩區                      |                                                                                                 |
| 2025年4月12日  | Prowind Festival 破風祭                 | 新竹          | 國立陽明交通大學 光復校區西區大草皮 | 與八青哥同台共演「月光族仙子」                                                                  |
| 2025年5月13日  | 世壯運博覽會                            | 台北          | 松山文創園區5號倉庫                 | 演出嘉賓                                                                                        |
| 2025年5月18日  | 𝖢𝖠𝖱𝖭𝖨𝖵𝖠𝖫 𝖥𝖤𝖵𝖤𝖱 赤聲躁動                 | 台中          | 烏日啤酒觀光酒廠                    |                                                                                                 |
| 2025年5月25日  | 愛嶼搖滾                                | 基隆          | 國門廣場                            |                                                                                                 |
| 2025年7月6日   | 啤酒音樂節                              | 高雄          | 夢時代廣場                          | 受邀台啤擔任演出嘉賓 因為受到颱風天氣影響活動取消                                               |
| 2025年8月2日   | 蘇澳海洋嘉年華                          | 宜蘭          | 南方澳豆腐岬風景區                  | 演出嘉賓 共演樂團：抒天弗、帕拉斯、旺福                                                         |
| 2025年8月9日   | 台北樂器大展                            | 台北          | 花博爭艷館                          | 演出嘉賓                                                                                        |

## Live House
| 日期           | 活動名稱                                                | 城市 | 場地                          | 備註                                                                |
| 2018年6月29日  | 「スキャンダル来たら」 2018 SCANDAL【HONEY】粉絲前夜祭  | 台北 | 狀態音樂                      | 成團後的首場演出                                                    |
| 2018年12月28日 | Regular Pain 愛の教育召集令                             | 台北 | Revolver                      | 共演樂團：杜爾與索克、眠氣                                          |
| 2019年1月19日  | 頻率連結所                                              | 台北 | 小地方展演空間                | 共演樂團：斯洛頻率、破兔子喬比                                      |
| 2019年7月7日   | Frozen Cake Bar 2019 Taiwan Tour                        | 台北 | PIPE Live Music               | 共演樂團：Frozen Cake Bar、Future After A Second                    |
| 2019年7月20日  | Listen. To Her Voice Vol. 9：逝去的戀情與戀愛的預感     | 台北 | 小地方展演空間                | 共演樂團：打倒三明治、感覺莓果                                      |
| 2019年12月1日  | 想不到活動名稱怎麼辦？！                                | 台北 | Revolver                      | 共演樂團： 奔等泰迪、My Cat Eats My Hand                            |
| 2019年12月28日 | Game King Festival 中山區の遊戲王                       | 台北 | 29 歐他窟                     | 演出嘉賓                                                            |
| 2020年9月12日  | 迷航 Unoriented 單曲巡迴                                | 台中 | 迴響音樂藝文展演空間          | 共演樂團：白頻率                                                    |
| 2020年9月27日  | トイプラPresents ～ Evening star Vol.8 ～               | 台北 | 杰克音樂                      | 演出嘉賓                                                            |
| 2020年12月16日 | 三人行必有我師焉                                        | 台北 | Revolver                      | 共演樂團：FORMOZA、類比梭羅                                         |
| 2021年1月29日  | 生活中的不解之謎 Vol. 2 窮忙族的青貧狗樂園              | 台北 | 小地方展演空間                | 共演樂團：烏流、SADOG                                               |
| 2021年2月20日  | 《壞壞打交道》                                          | 台北 | Revolver                      | 共演樂團：擊沉女孩、Triple Deer                                     |
| 2021年4月11日  | 人性魔鏡＜十里叢林＞單曲巡迴                            | 台北 | The Wall                      | 共演樂團：人性魔鏡、暴行終止                                        |
| 2021年4月29日  | 嗨，要不要來我家看貓？ 《Episode 1 - 有一種戀愛的預感》 | 台北 | 樂悠悠之口                    | 共演樂團：粗大Band 小丹、曼達受邀擔任嘉賓                           |
| 2021年11月13日 | Traveller旅人《旅途序章》發片巡迴台北場                 | 台北 | 凝聚力展演空間                | 共演樂團：Traveller旅人、Tobe                                       |
| 2022年1月29日  | 《幫你虎虎～》粗大Band ＆ DizLike 聯合春酒              | 台北 | 小地方展演空間                | 共演樂團：粗大Band                                                  |
| 2022年8月13日  | Phoenix Island《Stand Beside You》專輯巡迴 feat. Amanda | 台北 | 小地方展演空間                | 共演樂團： Phoenix Island、暴行終止、EnlightEN 曼達受邀擔任演出嘉賓 |
| 2023年5月7日   | 慣性成癮單曲《藍》巡迴演唱會                            | 台北 | 凝聚力展演空間                | 共演樂團：慣性成癮、感覺莓果                                        |
| 2023年9月2日   | 青春時代第三話：夏日愛情大作戰                          | 台北 | 樂悠悠之口                    | 共演樂團： 少年A、微酸的偷窺狂、 貓膽汁、Alpaca Treatment           |
| 2023年11月5日  | We Are Sneaker Ages 高校校際盃樂團大賽 決賽             | 台北 | Corner House 角落文創展演空間 | 演出嘉賓                                                            |
| 2023年12月29日 | Pass The Vibe 跨年派對                                  | 台北 | 延聲音樂                      | 共演嘉賓： 陳芳語、王若琳、血肉果汁機、 烈鷹、馮羿、撞克茫客        |
| 2024年1月6日   | 烈鷹演唱會                                              | 台北 | 西門紅樓河岸留言              | 演出嘉賓                                                            |
| 2024年1月17日  | 玩對企劃 Vol.4                                          | 台北 | Revolver                      | 共演樂團：奔等泰迪、四季春                                          |
| 2024年2月18日  | 霹靂卡霹靂拉拉                                          | 台北 | Revolver                      | 共演樂團：可可布蘭妮                                                |
| 2024年4月28日  | 大皮中皮與白麵 x DIZLIKE x 紙片人                       | 台北 | 西門紅樓河岸留言              | 共演樂團：紙片人、大皮中皮與白麵                                    |
| 2024年11月15日 | 八青哥《我可以輸》小巡迴                                | 台北 | 樂悠悠之口                    | 洛洛、曼達受邀擔任演出嘉賓                                          |
| 2024年11月30日 | 金牌創世代拼盤                                          | 台北 | 公館水岸廣場                  | 共演樂團：桑尼、辣鄰居                                              |
| 2024年12月8日  | 工口紳士《FLOW LIKE WATER》專場                         | 台北 | 樂悠悠之口                    | 演出嘉賓                                                            |
| 2025年3月1日   | 十年有成：Coming Home                                   | 台北 | 杰克音樂                      | 共演樂團：P!SCO、白頻率、眠氣                                       |
| 2025年4月20日  | 震樂堂《眾神出巡》專輯巡迴                              | 台北 | 樂悠悠之口                    | 演出嘉賓                                                            |
| 2025年4月30日  | 𝟮𝟬𝟮𝟱 𝘾𝙃𝙊𝙎𝙀𝙉 特別篇：樂團得來速                          | 台北 | 三創Clapper Studio            | 演出嘉賓 共演樂團：撞克茫客、核果人                                 |
| 2025年7月19日  | 體熊專科《ART - mini tour 2025》                        | 台北 | The Wall                      | 曼達受邀擔任演出嘉賓                                                |
| 2025年7月26日  | B'us！次元閃爆祭                                        | 基隆 | 必應創造展演空間              | 共演樂團：P!SCO、閃閃閃閃                                           |
| 2025年10月4日  | 白日夢廚房《到最遙遠的地方》巡迴專場                    | 台北 | 凝聚力展演空間                | 演出嘉賓                                                            |

## 比賽
| 日期           | 活動名稱                                             | 城市 | 場地             | 備註                                                                |
| 2019年8月10日  | Strike Rock Festival 囪擊音樂祭 原創樂團選拔大賽決賽 | 台南 | 十鼓仁糖文創園區 | 獲得「評審團特別獎」                                                |
| 2020年11月26日 | 人才培育計畫「高流系」 音樂比賽「樂團興奮波」        | 高雄 | 高雄流行音樂中心 | 入圍前五強                                                          |
| 2021年12月12日 | 桃園鐵玫瑰熱音賞社會組決賽                           | 桃園 | 桃園陽光劇場     | 決賽中獲得第三名「玫瑰優等獎」                                      |
| 2024年8月21日  | 一起聽團吧                                           | 台北 | 公共電視台       | 榮獲10強                                                            |
| 2024年9月29日  | 一起聽團吧總決賽                                     | 新竹 | 新竹縣體育館     | 人氣榜榮獲 「最佳吉他：曼達」 「最佳貝斯：坊坊」 「最佳鼓手：咪卡」 |
| 2024年11月9日  | 金牌創世代原創音樂徵選決賽                           | 台中 | 烏日啤酒觀光酒廠 | 榮獲「最佳主題曲創作獎」及「台灣啤酒百萬代言」                      |

## 講座
| 日期          | 活動名稱                                                                                | 城市 | 場地                 | 備註         |
| 2020年5月9日  | 《管你們喜不喜歡 只有我們可以不喜歡》樂團創作解析分享講座                               | 台北 | 大同大學             | 熱音社       |
| 2021年1月21日 | 《師大吉他營》                                                                          | 台北 | 國立臺灣師範大學     | 吉他營       |
| 2023年4月26日 | 《管你們喜不喜歡 只有我們可以不喜歡》 《Animal Lovers 本能馴化社》首張專輯發行&校園講座 | 台北 | 醒吾科技大學         | 流行音樂系   |
| 2024年8月17日 | 《阿曼達的搖滾冒險》                                                                    | 台南 | 臺南文化創意產業園區 | 藝斯音樂講座 |

## 電視、網路節目
| 日期          | 節目名稱                              | 城市 | 場地       | 備註               |
| 2023年10月5日 | 綜藝大熱門：第一屆熱門盃民間歌神大賽  | 台北 | 三立電視   | 在Youtube頻道播出  |
| 2024年7月7日  | 一起聽團吧                            | 台北 | 公共電視台 | 東森電視、公共電視 |
| 2024年7月21日 | Meet Your New Favorite Band… DIZLIKE! | 台北 | TaiwanPlus | 在Youtube頻道播出  |

## 電台廣播、專訪
| 日期           | 節目名稱                                                                           | 城市 | 場地             | 備註 |
| 2020年3月14日  | StreetVoice 未來進行式 特別來賓：DizLike                                           | 台北 | 飛碟廣播電台     | 街聲專訪                                                                                                 |
| 2022年2月14日  | 啵客室來聊聊｜全女子樂團組團好組難經營？ft. DizLike 曼達                           | 台北 |                  | 樂手巢專訪                                                                                               |
| 2023年2月3日   | Eddie 愛團分享日「DIZLIKE」系列                                                    | 台北 |                  | 在Youtube頻道播出                                                                                        |
| 2023年2月15日  | 終究是 Live 在 House 裡《Stage Series》講唱會 DIZLIKE feat. Matt                   | 台北 | 小地方展演空間   | 由 SHENG BO Music 生波計畫主辦 製作人Matt受邀擔任嘉賓 本能馴化社專輯製作心路歷程與分享 在Youtube頻道播出 |
| 2023年6月2日   | 警廣音樂 Bar                                                                       | 台北 | 警察廣播電台     | |
| 2023年6月16日  | ICRT Twitch Live 專訪                                                              | 台北 | ICRT Radio       | |
| 2023年6月17日  | StreetVoice 未來進行式 特別來賓：DIZLIKE                                           | 台北 | 飛碟廣播電台     | 街聲專訪                                                                                                 |
| 2023年6月22日  | 不管你喜不喜歡！DIZLIKE 專訪                                                       | 台北 | 慕桑音樂         | 樂手巢專訪                                                                                               |
| 2023年6月22日  | Midnight You & Me【有人來訪】全女子搖滾團 首張專輯終於上線                         | 台北 | 中廣流行網       | |
| 2023年6月24日  | 台式女力搖滾DIZLIKE 以動物為主題喚醒人性！全新創作專輯《本能馴化社 Animal Lovers》 | 台北 | 世新廣播電臺     | 青聽事務所                                                                                               |
| 2023年6月30日  | DIZLIKE x Ting - 經歷全員焦慮！專輯到親人離世...來自DIZLIKE 的真心話               | 台北 |                  | 音你而在 EP47 (上集）                                                                                    |
| 2023年7月6日   | 【音樂二三事】小Ｑ的會客室專訪 台灣女子搖滾樂團 DIZLIKE                            | 台北 | 國立教育廣播電台 | |
| 2023年7月7日   | DIZLIKE x Ting - 正因為有經歷過黑暗，才有現在的DIZLIKE                             | 台北 |                  | 音你而在 EP47 (下集）                                                                                    |
| 2023年7月8日   | Midnight You & Me【打歌挑戰賽】全女子實力搖滾團今晚參戰！                          | 台北 | 中廣流行網       | |
| 2023年7月15日  | Midnight You & Me【咪耐大DJ】全女子搖滾團與您分享推薦好歌                          | 台北 | 中廣流行網       | |
| 2023年9月25日  | 政大之聲 硬地街 Indie Fever EP.1                                                   | 台北 | 政大之聲         | |
| 2024年2月3日   | 《壞壞惹人愛》那些年待過的熱音社                                                   | 台北 |                  | DIZLIKE Podcast                                                                                          |
| 2024年2月23日  | Vol. 85 -【宮三小】EP. 40 人物瞎訪 Feat. DIZLIKE 曼達、洛洛 aka 東京都究極胖次傳說 | 桃園 |                  | 東音宮 Podcast                                                                                           |
| 2024年3月4日   | 《壞壞惹人愛》彩排室側錄音檔                                                       | 台北 |                  | DIZLIKE Podcast                                                                                          |
| 2024年7月22日  | 《信義存愛組》可愛又帥氣的全女子團體DIZLIKE來拉～ft. 曼達、洛洛、坊坊              | 台北 |                  | 存在音樂 Podcast                                                                                         |
| 2024年12月13日 | 做自己的搖滾魅力 - DIZLIKE【WE LIVE】                                              | 台北 | 公館水岸廣場     | L.J. Video                                                                                               |

## 外部連結
- DIZLIKE的Facebook專頁
- DIZLIKE的Instagram帳戶
- YouTube上的DIZLIKE Official頻道
- DIZLIKE的StreetVoice